# Blatte orientale
Blatta orientalis
Espèce
La blatte orientale (Blatta orientalis) est une espèce de cafards cosmopolites appartenant à la famille des Blattidae dans l'ordre des Blattodea (Blattaria). Après la blatte germanique (Blattella germanica), il s'agit de la seconde espèce la plus souvent rencontrée dans les habitations. Elle est cependant restreinte aux zones tempérées.

## Description
Blatta orientalis est une grande espèce de cafard, qui mesure entre 18 et 29 mm de long à l'âge adulte,. Elle est de couleur marron foncé à noir avec un corps brillant. La femelle a une apparence un peu différente de celle du mâle : Elle a des ailes très courtes et un corps plus large que celui-ci. Le mâle a un corps plus étroit et de longues ailes, qui couvrent la plus grande partie de son corps et sont de couleur marron. Le mâle et la femelle ne sont pas capables de voler, mais peuvent se laisser planer.
La femelle de la blatte orientale peut être confondue avec la blatte Eurycostis floridana.

## Reproduction et développement
Ces insectes ont un développement hémimétabole qui se déroule en trois étapes principales : l'œuf, la nymphe et l'adulte. La nymphe est relativement similaire à l'adulte. Elle est cependant plus petite, ses ailes ne sont pas développées et ses organes sexuels ne sont pas encore à maturité. Au cours de sa croissance, elles ressembleront de plus en plus à l'adulte et c'est à leur dernière mue, que les ailes finissent par se déployer complètement (chez les espèces à longues ailes).

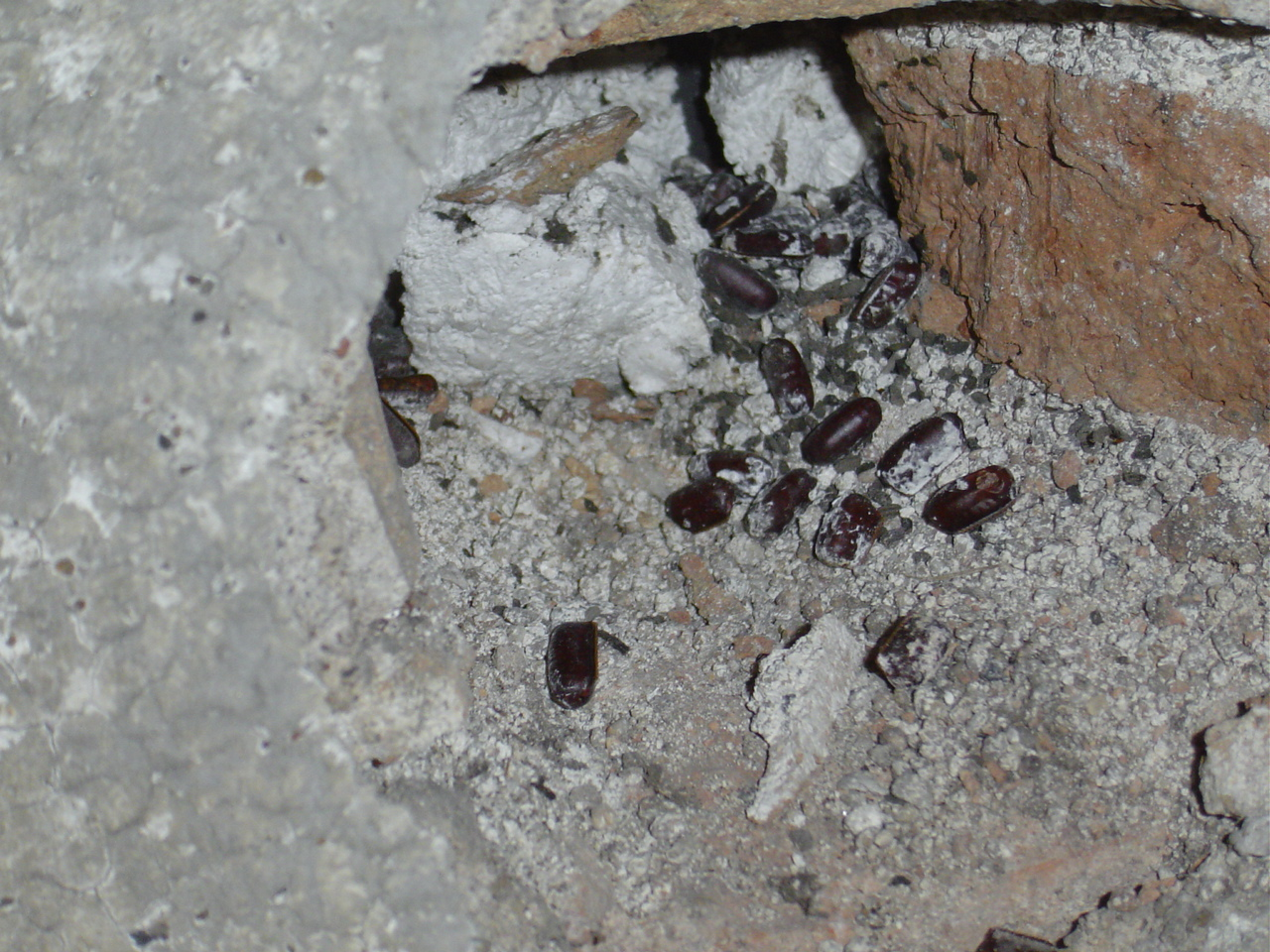
Plusieurs oothèques de blatte orientale déposées sur le sol

Une fois fécondée, la femelle produit une oothèque à l'intérieur de son abdomen. Généralement, elle le dépose après un jour ou deux mais elle peut le garder pendant près de 7 jours. L'oothèque est placée dans une zone abritée et peut être attachée au substrat à l'aide de sécrétions anales.
Les nymphes émergent après 42 jours lorsque la température est à 29,5 °C et en 81 jours lorsque la température est à 21,0 °C.
Chez cette espèce, la femelle peut pondre plus de 8 oothèques (poche d'œufs) pouvant chacune d'elles contenir entre 12 et 18 œufs qui deviendront des nymphes une fois éclos. Les nymphes complètent leur développement en 1 ou 2 ans.

## Habitat

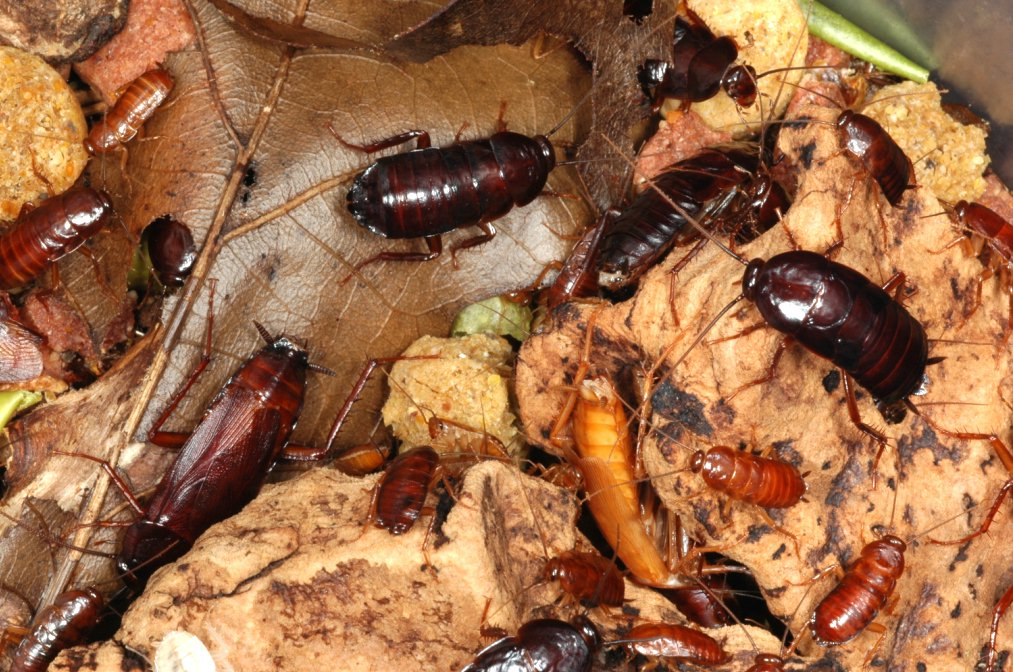
Blatta orientalis, adultes et larves

Les blattes orientales ont tendance à voyager un peu plus lentement que d'autres espèces. Les anglophones les appellent « waterbugs » car elles préfèrent les endroits sombres et moites. On les rencontre souvent à proximité des matières organiques en décomposition et dans les égouts, les canalisations, les caves humides, les vérandas et d'autres endroits humides. On peut les trouver à l'extérieur dans les buissons, sous les terreaux de feuilles, sous les paillis et autour d'autres lieux humides.

## Comportements et alimentation
La blatte orientale se nourrit de déchets, de résidus alimentaires et de matières organiques en décomposition. Une alimentation riche en amidon est préférable pour son développement et pour favoriser sa reproduction.
Elle préfère les endroits chauds et humides. La température optimale pour cette espèce est comprise entre 20 °C et 29 °C. Elles sont principalement nocturnes et une inspection de jour dans un logement infesté peut ne révéler aucune activité.

## Problématique et méthodes de lutte

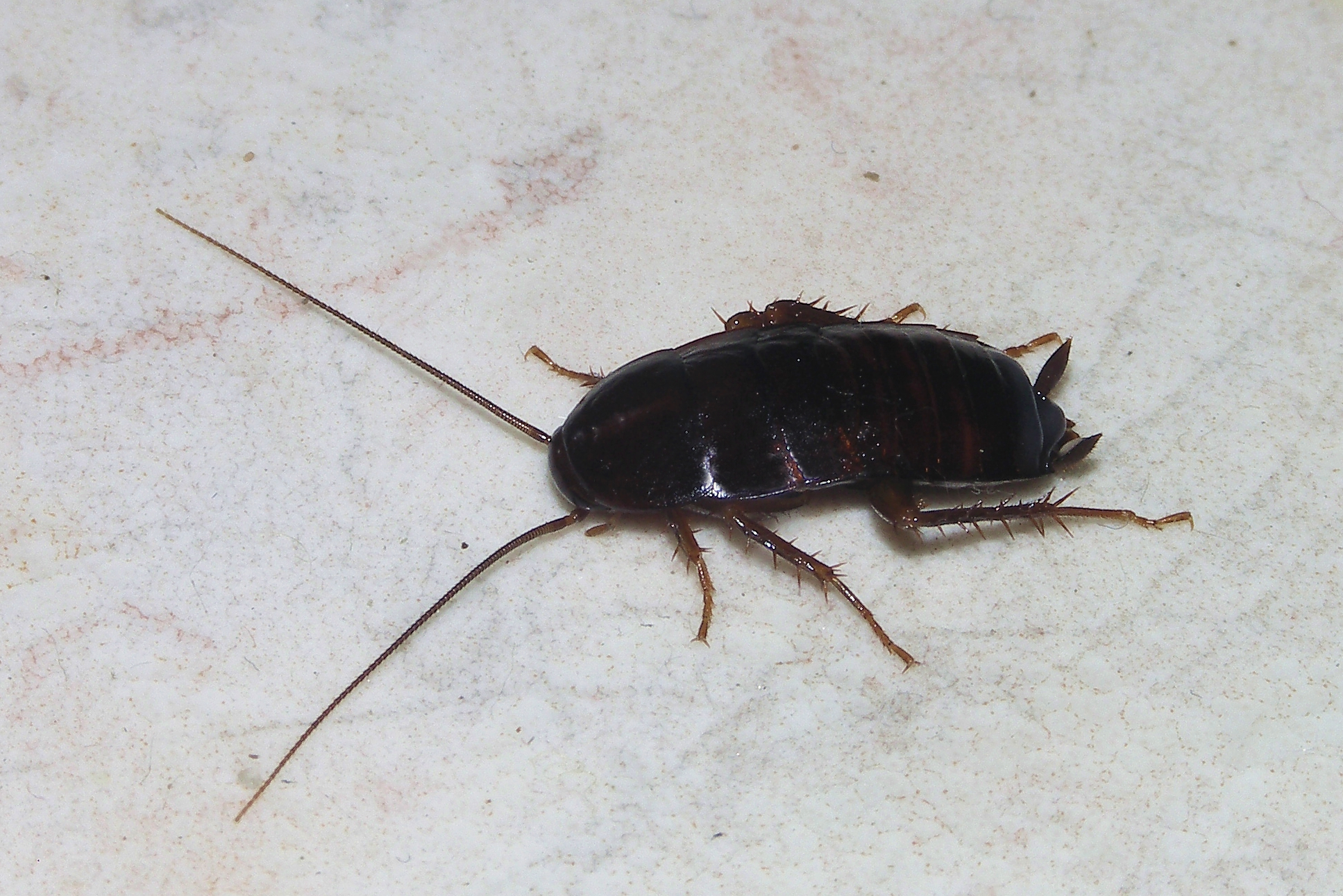
Femelle de blatte orientale

Les blattes orientales peuvent être difficiles à contrôler. Pour être en mesure de gérer les populations, la méthode utilisée doit être soutenue et systématique; la survie de quelques femelles ou oothèques suffit pour régénérer une nouvelle population.
On retrouve deux principaux moyens de lutte contre la blatte orientale. La première est une méthode non chimique qui consiste à attraper ou aspirer les blattes pour réduire l'infestation. On peut également ajouter un traitement par congélation, par surchauffage ou encore par vapeur à l'aide d'un gaz non toxique. Certaines de ces techniques nécessitent un équipement spécialisé et doivent être réalisées par des spécialistes en extermination.
La seconde méthode est l'utilisation de produits chimiques. Plusieurs types d'insecticides sont commercialisés pour tuer la blatte orientale. Ils peuvent être appliqués par aérosol, en appât et en granules dans les fissures et les crevasses ou encore à l'intérieur d'une trappe.

## Risque sanitaire pour l'homme
Chez les blattes, la texture de la cuticule est idéale pour la fixation des germes et on retrouve également la présence de ces pathogènes dans leur intestin. Ces insectes se promènent sur le sol, cherchant un accès à de la nourriture ou encore à de la chaleur. Lorsqu'ils entrent en contact avec des aliments, ces pathogènes sont déposés directement ou encore indirectement, par le contact avec les excréments de l'animal. La consommation de ces aliments infectés peut provoquer des gastro-entérites, de la diarrhée et autres types d'infections intestinales.
Parmi ces pathogènes, on retrouve des bactéries, des virus, des champignons et des parasites. On retrouve plusieurs espèces de bactéries dont certaines ont une importance médicale comme Bacillus subtilis, Escherichia coli, Staphylococcus aureus et différentes espèces de Pseudomonas et de Salmonella.